# کوئینل
کوئینل (به انگلیسی: Quesnel) شهری در بریتیش کلمبیای کانادا است که در منطقه کاریبو واقع شده‌است.

## خصوصیات
کوئینل ۳۵٫۳۸ کیلومترمربع مساحت دارد و در سال ۲۰۱۱ جمعیت آن ۱۰٬۰۰۷ نفر بوده‌است. این شهرک ۴۷۴ متر بالاتر از سطح دریا واقع شده‌است.